# Alfred George Knudson
Alfred George Knudson Jr. (Los Angeles, 9 agosto 1922 – Filadelfia, 10 luglio 2016) è stato un medico e genetista statunitense, che, usando genetica,
matematica e intuizione, ha spiegato la relazione tra tipi di cancro ereditario e non ereditario,
prevedendo l'esistenza di geni soppressori del tumore e divenendo il paradigma più influente in
tutta la genetica del cancro.

## Biografia

### Infanzia e formazione
Knudson nasce a Los Angeles, California, il 9 agosto 1922. Durante la sua giovinezza, aveva un
forte interesse per la matematica e la fisica, infatti inizialmente aveva pianificato una carriera in
fisica, ma dopo due anni passò alla biologia, incontrando professori come Alfred Sturtevant, Linus Pauling, stringendo una duratura amicizia con Gilbert Lewis e lavorando nel laboratorio di Thomas Hunt Morgan, vincitore del Premio Nobel per la Medicina nel 1933.
Ha conseguito una laurea in scienze presso il California Institute of Technology nel 1944 e una
laurea in medicina presso la Columbia University nel 1947.
Fu insignito nel 1953 del premio Guggenheim Fellowship e poi è tornato a Caltech per conseguire
un dottorato in biochimica e genetica nel 1956.
Ha conseguito una specializzazione in pediatria presso il New York Hospital, che includeva un
periodo presso l'unità pediatrica del Memorial Sloan Kettering Cancer Center.
Veterano della Marina e dell'Esercito, ha prestato servizio durante la seconda guerra mondiale e la
guerra di Corea.
Knudson ha trascorso parte della sua prima carriera a Houston presso il MD Anderson Cancer Center e la Graduate School of Biomedical Sciences dell'Università del Texas, dove fu
preside e sviluppò le sue idee rivoluzionarie sui tumori ereditari.
Dopo aver lavorato presso il City of Hope National Medical Center vicino a Los Angeles, è
diventato un decano associato del centro di servizi sanitari presso la State University di New York
a Stony Brook nel 1966. Si è trasferito alla University of Texas Graduate School of Biomedical Sciences a Houston nel 1969.
Ha iniziato la sua affiliazione con Fox Chase Cancer Center (Filadelfia) nel 1970 come membro
del comitato consultivo scientifico, dove ebbe contatti quotidiani con un gruppo di colleghi
talentuosi tra cui Barry Blumberg, Jenny Glusker, Bea Mintz, Bob Perry, Ernie Rose, Anne Skalka
e dove, nel 1971, ha svolto il suo lavoro fondamentale che porta alla celebre ipotesi di Knudson.

### Contributo nella scoperta dell’ubiquitina
Knudson non ha fatto solo scoperte scientifiche per conto suo: in qualità di amministratore, ha
anche incoraggiato il lavoro condotto da altri alla Fox Chase. Nel 1979, uno scienziato, Irwin A. Rose, gli chiese 50.000 dollari per prolungare la permanenza di due scienziati in visita da Israele,
Aaron Ciechanover e Avram Hershko. I tre stavano collaborando a esperimenti per capire come le
cellule smaltiscono le proteine una volta che non sono più necessarie.
Sebbene non fosse la sua area di competenza, Knudson ottenne i soldi necessari, perché il loro lavoro “avrà sicuramente grandi implicazioni per il processo di sviluppo, per la normale fisiologia e per la morte cellulare e il cancro. Le implicazioni sono enormi...”. Il suo istinto si rivelò corretto, dal momento che, come risultato di quella ricerca, ovvero la scoperta del percorso dell’ubiquitina per la distruzione
delle proteine, Rose e i suoi colleghi hanno vinto il Premio Nobel per la Chimica nel 2004.

### Vita privata e morte
Il primo matrimonio del dottor Knudson, con Paula Knudson, si è concluso con un divorzio.
Si sposò nuovamente, con Anna Meadows, oncologo pediatrico presso il Children’s Hospital di Filadelfia. Knudson era solito definirla un "degno avversario",, con cui ha discusso le idee e ha rivisto i discorsi e i documenti prima della pubblicazione. Insieme pubblicarono articoli su retinoblastoma e neuroblastoma e formarono una sorta di coppia dialettica, ma amorevole che animò la vita scientifica, medica e sociale di Filadelfia. Ebbe tre figlie dal suo primo matrimonio (Linda Gaul, Nancy Knudson e
Dorene Knudson), tre figliastri (Brian Meadows, Adam Meadows ed Elizabeth Meadows), 10 nipoti e
due pronipoti.
Muore nella sua casa a Filadelfia il 10 luglio 2016, all’età di 93 anni, dopo una lunga malattia.

### Curiosità
Alla notizia della sua scomparsa, colleghi e amici hanno reso omaggio a una figura di spicco nella
ricerca sul cancro, noto anche come uomo gentile e premuroso, come sottolinea Alfonso
Bellacosa, professore di epigenetica del cancro presso il Fox Chase e suo collega di lunga data. Egli ha rivelato: 
Knudson fu la quint’essenza dello scienziato, con un talento raro per distillare problemi di natura
scientifica alla loro essenza, infatti, ad esempio, ha avuto un interesse per tutta la vita nelle
sindromi della facomatosi ed era convinto che queste fossero collegate a livello molecolare e che,
alla fine, saremmo stati in grado di collocare tutte le proteine codificate da questi geni in un unico
cablaggio completo.
Considerato un mentore solidale e disponibile e non volendosi adeguare alla scienza che si limitava a ripetere il lavoro degli altri, ha saputo tenere tutti nella sua sfera a battersi per il nuovo. 
Egli aveva un preciso motto: “More ideas per square foot than dollars per square foot” (“Più idee
per metro quadrato che dollari per metro quadrato”), in quanto a suo dire avendo a disposizione
una quantità sufficiente del primo elemento, il secondo è ritenuto quasi irrilevante, in quanto
sarebbe comunque stato relativamente semplice trovare un finanziamento avendo a disposizione
dell’ottimo materiale di base su cui lavorare.

## Scoperte scientifiche

### Un momento formativo
Durante un'intervista, Knudson ha detto che il suo interesse iniziale per il cancro non è venuto durante la scuola di medicina:
Nel 1953, James Watson e Francis Crick pubblicarono il loro famoso articolo sulla scoperta del DNA, che ha scosso il mondo, in particolare il mondo dell'aspirante giovane genetista. Mentre Knudson era al Caltech per guadagnare il suo dottorato di ricerca, James Watson arrivò per lavorare sull'RNA.

### Ipotesi dei due colpi
Knudson pubblicò per la prima volta la sua scoperta, nota come ipotesi dei due colpi o ipotesi di
Knudson, in un articolo del 1971 che divenne un classico della letteratura medica.
A quel tempo, gli scienziati avevano osservato che alcuni tipi di cancro sembravano essere
ereditari. Non sono stati in grado di spiegare completamente, tuttavia, perché alcune persone
sono sfuggite alla malattia nonostante la sua prevalenza nelle loro famiglie e perché altre persone
hanno sviluppato il cancro senza una storia familiare di esso.
Alla ricerca di una spiegazione, Knudson ha studiato dozzine di casi di retinoblastoma,
una rara forma di cancro spesso sofferta durante l'infanzia che colpisce il rivestimento dell'occhio.
Ha scelto di studiare un cancro pediatrico perché i pazienti giovani, che è improbabile che
abbiano subito le mutazioni genetiche che possono colpire un adulto nel corso della sua vita,
presentano una forma relativamente pura della malattia.
Le sue intuizioni non hanno richiesto un singolo esperimento di laboratorio, ma sono derivate da
un’analisi delle cartelle cliniche dei pazienti, dall’età di insorgenza del retinoblastoma e dall’entità
della malattia nei casi ereditari rispetto a quelli sporadici.
Knudson ha osservato che nei casi ereditari, i pazienti si ammalavano in tenera età, con tumori
multipli in entrambi gli occhi. Nei casi non ereditari, il cancro si è sviluppato quando il bambino era
più grande e in un solo occhio.
Egli ha sottoposto i suoi dati ad analisi statistiche, che gli hanno indicato che il
retinoblastoma potrebbe derivare dalla coincidenza di due eventi genetici, o "hit", come sono
diventati noti.
Ha teorizzato che nei casi ereditari il paziente eredita da almeno un genitore un gene danneggiato.
Quel gene da solo non è sufficiente per produrre il cancro. Ma quando il paziente assorbe un
secondo colpo (una radiazione o un difetto nella replicazione del DNA),può svilupparsi il cancro.
Nella forma non ereditaria della malattia, un paziente eredita geni sani da entrambi i genitori e
deve essere colpito da due colpi genetici.
La teoria dei due colpi ha portato Knudson a dedurre l'esistenza di antioncogeni, che
agiscono come freni per impedire alle cellule di diventare cancerose, teoria accertata dopo 15
anni grazie alle tecniche di clonazione per isolare i veri geni oncosoppressori.
Ha anche mappato il gene di suscettibilità del retinoblastoma alla banda cromosomica 13q14, un lavoro che ha gettato le basi per l'eventuale clonazione del primo
soppressore del tumore, RB1, di cui aveva postulato l’esistenza e il comportamento nel 1971. Esso
e le dozzine di geni oncosoppressori che furono clonati subito dopo, per la maggior parte, si
comportarono esattamente come aveva previsto lui.

### Il “Mendel della genetica del cancro”
“Aveva una formazione ideale”, ha detto Joseph Testa, uno studioso di genetica umana presso Fox Chase. “Era perfettamente adatto a fare una scoperta del genere che era sopra la testa di quasi tutte le altre persone che stavano pensando al cancro in quel momento.” Herman Chernoff, direttore scientifico del Fox Chase, ha detto che Knudson era in qualche modo “il Mendel della genetica del cancro”, riferendosi a Gregor Mendel, e che “ha fornito la struttura concettuale per il modo in cui pensiamo al cancro ora”.  Il suo lavoro, infatti, è venuto a informare lo studio di tutti i tumori ereditari, compresi i tumori della mammella, dell'ovaio, del colon e dei reni. Intervistato per il libro “L'imperatore di tutte le malattie: una biografia del cancro” di Siddhartha Mukherjee, Knudson ha riflettuto sulla conoscenza della malattia che ha indovinato, dicendo che era come dedurre “il vento dal movimento degli alberi”.

## Scritti principali
- (EN) Mutation and cancer: statistical study of retinoblastoma (PDF), in Proc. Natl. Acad. Sci. USA, vol. 68, n. 4, April 1971,  pp. 820-823.
- (EN) Mutation and Human Cancer, in Advances in Cancer Reserarch, vol. 17, 1973,  pp. 317-352.
- (EN) Hereditary Cancer, Oncogenes, and Antioncogenes (PDF), in American Association for Cancer Research (AACR), vol. 45, n. 4, April 1985,  pp. 1437-1443.
- (EN) Antioncogenes and human cancer (PDF), in Proc. Natl. Acad. Sci. USA, vol. 90, n. 23, December 1993,  pp. 10914-10921.
- (EN) Mutation and Cancer: A Personal Odyssey, in Advances in Cancer Research, vol. 67, 1995,  pp. 1-23.
- (EN) Chasing the cancer demon, in Annual Review of Genetics, vol. 34, 2000,  pp. 1-19.
- (EN) Two genetic hits (more or less) to cancer, in Nature Reviews Cancer, vol. 1, 2001,  pp. 157-162.
- (EN) Cancer Genetics, in American Journal of Medical Genetics, vol. 111, n. 1, July 22, 2002,  pp. 96-102.
- (EN) Cancer genetics through a personal retrospectroscope, in Genes Chromosomes Cancer, vol. 34, n. 4, 2003,  pp. 288-291.
- (EN) A personal sixty-year tour of genetics and medicine, in Annual Review of Genomics and Human Genetics, vol. 6, 2005,  pp. 1-14.
- (EN) My memories of Dr. Giovanni Neri, in American Journal of Medical Genetics, 161A, n. 11, November 2013,  p. 2706.

## Riconoscimenti
Alfred G. Knudson è stato tra i ricercatori più rinomati nel suo campo, con premi e dottorati onorari quali l’Albert Lasker Award for Clinical Medical Research nel 1998, comunemente noto
come il Nobel Americano, il General Motors Prize nello stesso anno, l’American Society of Pediatric Hermatology/Oncology (ASPHO) Distinguished Career Award nel 1999, l’American Association for Cancer Research (AACR) e il Kyoto Prize  in scienze biologiche nel 2004 che lo ha
riconosciuto per una scoperta che ha aperto un nuovo orizzonte nella genetica moderna del cancro e giocato un ruolo fondamentale nei principali sviluppi nella ricerca sul cancro.